# Вулиця Мазепи (Черкаси)
Ву́лиця Івана Мазепи — вулиця в Черкасах.

## Розташування
Починається від провулку Залізничного і простягається на південний схід до вулиці Симиренківської.

## Опис
Вулиця неширока, асфальтована.

## Походження назви
Вулиця утворена 1959 року, носила назву на честь Петра Чайковського, російського композитора.
22 грудня 2022 року перейменована на честь Гетьмана Війська Запорозького Івана Мазепи в рамках кампанії деколонізації.

## Будівлі
Вулиця в основному забудована приватними будинками, від вулиці Пастерівської до вулиці Нечуя-Левицького по парному боці та між вулицями В'ячеслава Галви та Волонтерська по непарній стороні — багатоповерхова забудова. Від вулиці Різдвяної проходить через дачну забудову. По вулиці розташоване КП «Черкаська служба чистоти», яка займається вивезенням сміття в місті